# Masalia arabica
Masalia arabica là một loài bướm đêm trong họ Noctuidae.